# شغب غرناطة عام 1066
شغب غرناطة عام 1066 هو شغب وقع في 30 كانون الأول 1066 (الموافق 10 صفر 459 هـ) عندما اقتحمت حشود من المسلمين القصر الملكي في غرناطة، في طائفة غرناطة،  وقتلوا وصلبوا الوزير اليهودي يوسف بن نغريلا بسبب مؤامرته ضد الحاكم لتسليم المدينة، وقد أودى هذا الشعب بعدد كبير من السكان اليهود في المدينة. 

## يوسف بن نغريلة
أبو حسين يوسف بن نغريلة (15 سبتمبر 1035 - 30 ديسمبر 1066)، كان وزيرًا للأمير باديس بن حبوس، أمير طائفة غرناطة ، أثناء الحكم المغربي للأندلس، والناجيد [الإنجليزية] أو زعيم اليهود الأيبيريين. 

### الحياة والمهنة
بعد وفاة والده في عام 1056، خلفه يوسف كوزير وحاخام، وأدار في نفس الوقت مدرسة دينية مهمة. ومن تلاميذه إسحاق الألبالي [الإنجليزية] وإسحاق بن غياث . بدأ يوسف في سلسلة من المؤامرات الفاشلة، والسياسات الكارثية وسوء حكم أدى إلى انزلاق طائفة غرناطة إلى أزمة.

### الشخصية
يصف إبراهيم بن داود يوسف بعبارات مدح شديدة، قائلاً إنه لم يفتقر إلى أي من الصفات الجيدة التي تمتع بها والده، باستثناء أنه لم يكن متواضعًا تمامًا، حيث نشأ في رفاهية.
يذكر طبعة عام 1906 من الموسوعة اليهودية أن "المؤرخين العرب يروون أنه لم يؤمن بدين آبائه ولا بأي دين آخر". كما أشاد الشعراء العرب بكرمه.
وكان أكثر أعدائه مرارة هو أبو إسحاق الإلبيري، الذي كان يأمل في الحصول على منصب في البلاط وكتب قصيدة في يوسف ورفاقه. ولم يكن للقصيدة أي تأثير يُذكر على الأمير، الذي كان يثق في يوسف ثقة تامة. ومع ذلك، فقد تركَت أثرًا بين البربر الذين همَّشهم الأمير، حيث كان الأمير بربريًّا.

## الشغب ومقتله
اتبع يوسف نهجًا غير مُحببًّا في السياسات، واتُّهم مرةً بتسميم ابن الأمير لمصلحة له. ولكن المؤامرة التي أودَت بحياته، كانت عندما أرسل يوسف رسلًا إلى المعتصم بن صمادح، حاكم طائفة المرية المجاورة، العدو التقليدي لطائفة غرناطة. حيث وعد بفتح أبواب المدينة لجيش المعتصم مقابل تنصيبه ملكًا تابعًا على الطائفة. وفي اللحظة الأخيرة انسحب المعتصم، وفي عشية الغزو المفترض تسرَّبت أنباء المؤامرة. وعندما وصلت الكلمة إلى عامة الناس، فعَلِموا أن يوسف ينوي قتل الملك باديس وتسليم الطائفة.
في 30 كانون الأول 1066 اقتحمت الناس القصر الملكي الذي لجأ إليه يوسف، فعثروا عليه وقتلوه، كما لاحق الثائرون أعوان يوسف تاليًا.
فرت زوجة يوسف إلى طائفة اليسانة في قرطبة، مع ابنها عزريا، حيث تلقت الدعم من المجتمع.

## الشغب في المصادر اليهودية
تُصور المصادر اليهودية الأحداث أنها إحدى المظالم المعادية للسامية، وإحدى علامات النظرة الهمجية للمسلمين، وقد ذكرت الموسوعة اليهودية (1906) أن يوسف كان "مختبئًا في منجم فحم، وقد سوّد وجهه ليُصبح من الصعب التعرف عليه. إلا أنه عُثر عليه وقُتل، ثم عُلّق جثمانه على صليب". وتذكر أن مذبحةً تلت ذلك قُتل فيها يهود غرناطة. كما تزعم الموسوعة اليهودية لعام 1906 أن "أكثر من 1500 عائلة يهودية، بعدد أفراد 4000 شخص، سقطوا في يوم واحد". إلا أن طبعة عام 1971 حذفت بعض المعلومات ولا تقدم أرقامًا للضحايا. وفقًا للمؤرخ برنارد لويس، إن: "هذه الثورة أو المذبحة تُعزى إلى رد فعل بين السكان المسلمين ضد وزير يهودي قوي ومتباهٍ". وقد أعزى برنارد لويس المسؤولية الأخلاقية لما أسماه المذبحة الشنيعة لقصيدة قديمة وصفها أنها معادية لليهود كتبها أبو إسحاق في غرناطة عام 1066. حيث قال إنها كانت سببًا في إثارة موجة العداء لليهود في ذلك العام، وتحديدًا هذه الأبيات:
ويتابع لويس: "إن الخطب مثل خطبة أبي إسحاق والمجازر مثل تلك التي وقعت في غرناطة عام 1066 نادرة الحدوث في التاريخ الإسلامي". يكتب والتر لاكوير [الإنجليزية]، "لم يكن بإمكان اليهود كقاعدة عامة الوصول إلى المناصب العامة في أي بلد غير بلاد المسلمين (وكما هي العادة كانت هناك استثناءات)، وكانت هناك مذابح عرضية، كما حدث في غرناطة عام 1066".

## طالع أيضًا
- التسلسل الزمني للتاريخ اليهودي
- قائمة المجازر في إسبانيا [الإنجليزية]